# Jorge Rando
Jorge Rando (né le 23 juin 1941 à Malaga) est un peintre et sculpteur espagnol, considéré comme un des artistes les plus connus du mouvement néo-expressionniste. Une étude internationale, Les grandes figures de l’expressionnisme et du Néo-expressionnisme, réalisée par le Musée d’Art Moderne de Salzbourg, a identifié Rando comme l’un des meilleurs exemples du néo-expressionnisme dans le monde. L’étude a sélectionné Rando et Miguel Barcelό comme seuls représentants de ce mouvement artistique en Espagne. C’est donc en hommage à la carrière artistique prolifique de Rando que le premier musée expressionniste en Espagne porte son nom : Musée Jorge Rando. Le peintre vit actuellement entre Malaga en Espagne et Hambourg en Allemagne ; deux pays où son œuvre a bénéficié d’une grande reconnaissance. Le Musée Jorge Rando a été inauguré en Espagne en 2014, dans la ville de naissance de l’artiste, Malaga, récemment devenue la nouvelle ville phare de la culture en Europe, grâce à ses musées d’art contemporain remarquables et de plus en plus nombreux. En Allemagne, deuxième patrie du peintre, son travail artistique a également été reconnu, comme en témoigne le prestigieux Musée Ernst Barlach de Ratzebourg, qui consacre une salle d’exposition permanente aux œuvres de Rando, premier peintre espagnol recevant cet honneur de son vivant. 

## Biographie
« Il n’y a pas de message que je puisse donner ».
Affirme Jorge Rando à propos du but de l'art.
Selon sa conception de la création artistique, « Tout bouge grâce à l’amour, c’est pourquoi une création sans amour n’est que couleur sans âme » 
Jorge Rando est né à Malaga en Espagne dans les années 1960. Plus tard il a poursuivi ses études de philosophie en Allemagne, où il a rencontré sa femme Margit. Il s’est installé par pur hasard à Cologne où il est devenu un acteur clé de la renaissance économique et culturelle de la ville après la Seconde Guerre mondiale. La culture et la philosophie allemandes ont été cruciales dans le développement artistique et personnel de Rando. Il a depuis produit ses œuvres en Espagne et en Allemagne, ce qui a étendu l’influence du courant expressionniste dans les deux cultures. Par conséquent, son art constitue une passerelle culturelle entre les concepts philosophiques profonds de l’École de pensée allemande et l’importante tradition de la sensibilité artistique espagnole. Ses concepts philosophiques et sa peinture énergique convergent en un langage très expressif, traduit par ses pinceaux vigoureux et colorés. Jorge Rando vit et travaille actuellement entre deux villes : Malaga et Hambourg.
Dans son Manifeste du Néo-expressionnisme pour le XXIe siècle publié récemment sous le nom de « Testament de l’Art Contemporain de Rando », Rando cherche à redonner un sens spirituel à l’art, tout en mettant en exergue l’expressionnisme comme un mouvement capable d’exprimer les plus profondes émotions humaines qui nous relient. Dans un monde déshumanisé, les peintures et sculptures de Rando sont très spirituelles et humanistes. Elles offrent au spectateur un message d’espérance pour l’humanité, où l’amour est la seule force qui anime le monde.
Rando fait de l’art et du style expressionniste en particulier un pont culturel pour la compréhension humaine et l’empathie dans un monde déshumanisé et indifférent. Le Néo-expressionnisme devient alors un puissant outil traduisant les profondes émotions de l’artiste et du spectateur en des messages forts, touchant le cœur et l’âme des personnes, quelle que soit leur religion, sexe, ethnie, credo ou croyances. Son objectif est de construire des ponts de compréhension et de compassion. Pour Rando, l’amour est la force permanente qui anime l'univers.

## Style
Le néo-expressionnisme est un courant artistique qui utilise des teintes prononcées, des figures simples et exprime les sentiments de façon crue, sans fioritures. Les artistes s’inscrivant dans ce mouvement cherchent à exprimer des émotions au travers de l’art, indépendamment de toute considération esthétique. Même si les expressionnistes représentent des objets reconnaissables d’une façon abstraite, ils le font avec beaucoup de violence et de charge émotionnelle, souvent avec des couleurs vives. L’objectif des expressionnistes n’est pas de peindre ce qu’ils voient mais ce qu’ils ressentent. Pour de nombreux critiques d’art et historiens d’art, Rando est une référence mondiale du Néo-expressionnisme. Ses peintures sont caractérisées par la distorsion des formes, la sensibilité dans l’usage des couleurs et la grande présence des gestes et de la touche de l’artiste. Pour Enrique Castaños, historien d’art et professeur d’histoire de l’art à l’Université de Malaga en Espagne, Rando est connu pour la puissance de son coup de pinceau et son usage expressif des couleurs, qui transmettent de fortes émotions au spectateur, ce qui fait de l’artiste un exemple clair du courant Néo-expressionniste.

### Les Cycles: peindre des motifs
Le travail de Rando est organisé autour de motifs communs appelés « Cycles ». Ces thèmes communs que l’artiste décline au long des années dans ses peintures et sculptures, reviennent parfois au fil du temps. Comme chez les expressionnistes au début du XXe siècle, les prostitutes et les mendiants sont des thèmes récurrents dans les peintures de Rando, tout comme la Mère Nature et les animaux. Les cycles sont très vastes, cependant les thèmes principaux de son grand catalogue artistique sont la souffrance et l’amour comme chemin vers la rédemption.
Les Cycles incluent des peintures et sculptures sur : Afrique (images figuratives et abstraites sur la guerre en Afrique et l’exile de la faim) ; Passion (une collection de peintures religieuses sur la crucifixion du Christ) ; Maternités (des peintures et sculptures de femmes avec leurs enfants) ; Prostitution (images de figures féminines distordues) ; Croquis « Pintarradas » (motifs floraux et animaux) ; Käthe Kollwitz (un hommage aux grand peintres expressionnistes dont les œuvres et la vie sont un testament d'amour et de sacrifice); Enfants (figure d'enfants marchant ou jouant, dans lesquellres l'artiste cherche à capturer les mouvements caractéristiques de l'enfance); Cyclistes (images abstraites de cyclistes debout ou en mouvement) ; Paysages et Horizons Verticaux (collection de peintures combinant couleurs et formes en un coup de pinceau qui connecte émotionnellement le spectateur avec la nature et la spiritualité) ; Portraits et Figures (Portraits et autres motifs) ; Joueurs de cartes (images figuratives de joueurs de cartes).
Les motifs récurrents dans les peintures de Rando évoquent une vision humaniste, dotée d’une profonde sensibilité face à la souffrance des autres, ainsi que d’une grande spiritualité et d’amour pour tout le vivant dans l’univers. Ces travaux cherchent à élever le spectateur humain vers une conscience sociale, et l’appelle parfois à agir. Plusieurs critiques d’art et historiens ont écrit à propos des Cycles de Rando. C’est le cas de Jiménez : « L’art de Rando agite notre conscience avec ces peintures sociales, poussant les spectateurs à l’introspection pour refléter leurs propres sentiments ».
Carmen Pallarés a écrit à propos des Cycles : « Afrique est une exposition qui montre la force et la pureté du Néo-expressionnisme de Jorge Rando, dont les créations sont inséparables de sa philosophie et de ses principes humanistes. » Elle ajoute « de l’humanisme affiché de sa touche dans Afrique, où le dessin se manifeste par lui-même et où le peintre trouve le moyen d’une expression libre, spontanée et libérée de toute contrainte ; au regard si sensible de Prostitution, produit de ses coups de pinceaux énergiques et de ses compositions structurées ». Dans Paysages dans l’Espace et Horizons Verticaux, « l’observateur de la peinture est témoin des couleurs qui naissent de la Terre telles des racines ». Grâce au conceptualisme philosophique de sa peinture et à son investigation permanente du langage des couleurs, l’artiste nous transporte depuis sa propre facette humaine jusqu’à la pure nature.
Dans le 23e volume de L’Encyclopédie d’Art et d’Histoire de Malaga, l’historien d’art Enrique Castaños affirmait que le travail artistique de Rando se distingue de celui de ses homologues contemporains, par l’usage de séries thématiques appelées « Cycles ». Castaños a écrit « à travers ses séries picturales (Prostitution, Afrique, Passion, Kathe Kolwitz, Maternités, etc) il est évident que la principale préoccupation de Rando est d’élucider l’intérieur de l’âme humaine par la couleur, les formes du vivant, les distorsions et les tracés libres de son pinceau.
Dans Pintarradas, Ricardo Barnatán écrit « les paysages figuratifs de Rando, ces croquis rapides et pleins de fougue, racontent ce qui se passe en nous et non ce qui est visible de l’extérieur. Les coups de pinceau et les couleurs représentent simplement l’intérieur du peintre, et si les figures semblent reconnaissables, et elles le sont, c’est parce qu’elles fonctionnent comme les mots d’un message secret décodé. Un message écrit avec passion, dans l’élan de ce mouvement glorieux qui prend sa source dans l’âme et la souffrance pure. »

## Prix
Rando a reçu de nombreux prix tout dans sa carrière:
• En mars 2018, les expositions ''Qi Baishi - Jorge Rando : Une Rencontre'', un dialogue culturel entre l'Orient et l'Occident, et ''Naturalezas'' ont eu beaucoup d'importance.
• En 2017, Rando a été invité à participer à l'un des événements les plus importants d'Allemagne : ''Reformations Jubiläums'', une célébration des 500 ans du mouvement réformateur; dans la ville allemande d'Erden, déclarée capitale européenne de la Réforme. L'exposition a été inaugurée le 16 juillet sous le titre " Ernst Barlach-Jorge Rando, Mystique de la modernité : l'expressionnisme hier et aujourd'hui ". Après cela, l'exposition restera à Berlin.
• En 2016, il a reçu le Prix Ernst Barlach en reconnaissance de son travail et de sa contribution à la diffusion du néo-expressionnisme dans le monde. Rando devient ainsi le premier peintre espagnol à recevoir ce prix, exclusif aux artistes qui ont apporté une contribution substantielle au monde artistique mondial.
La même année, le magazine d'art le plus important d'Europe ('ART Magazine') a nommé l'exposition 'Passion Neuer Expressionismus' comme l'une des 15 meilleures expositions en Europe de cette année.
• En 2015, la ville de Malaga lui a donné le prix artistique " Estrella Feniké ". De plus, il a reçu le prix " Musée de l'année 2015 " de l'association des écrivains " Amis de Malaga ".
• En 2014, le Musée Jorge Rando ouvre ses portes avec une collection d'œuvres de l'artiste. Le musée est situé dans le Monasterio de las mercedarias, dans le quartier de Molinillo, Malaga.
• En 2011, Rando a reçu le prix Perséfone Media Club de las Artes pour le meilleur peintre de l'année. Il a dessiné les statuettes remises aux lauréats du Festival du film espagnol de la même année.
• En 2010, il a conçu  les statuettes pour les gagnants du circuit cinématographique SIGNIS.
• En 2009, le premier musée en plein air de Malaga a été inauguré dans les jardins de la cathédrale avec sept grandes sculptures en fer et en bois, certaines de plus de deux tonnes, et un ensemble sculptural de huit pièces. Il a réalisé les esquisses de 25 vitraux de la cathédrale de Malaga commandés par le doyen D. Francisco García Mota.
• En 2008, l'association des écrivains de Malaga l'a nommé meilleur artiste.
• En 2007, il a reçu le Prix des Arts Plastiques à Madrid. La Fondation Álvaro Mutis lui a décerné le prix du meilleur livre artistique de l'année. L'UNESCO a été récompensée par la reconnaissance du "Livre d'or de plastique" au livre "Rando ¡más luz!" de Carmen Pallarés. La Bibliothèque nationale a acquis une partie des œuvres de l'artiste pour sa collection permanente.
• En 2006, Rando a reçu un prix de la Fundación Antiquaria pour sa contribution à l'expressionnisme espagnol. La même année, il reçoit le prix " Tertulia Ilustrada " à Madrid.